# کیرستن لاوتن
کیرستن لاوتن (به انگلیسی: Kirsten Lawton) ژیمناست زادهٔ ۱۷ نوامبر ۱۹۸۰ میلادی اهل کشور بریتانیا است.